# Гаріховці
Гаріховце (словац. Harichovce) — село в окрузі Спішска Нова Вес Кошицького краю Словаччини. Площа села 10,79 км². Станом на 31 грудня 2015 року в селі проживало 428 жителів.

## Історія
Перші згадки про Гаріховце датуються 1268 роком.

## Населення
| Рік:            | 1994. | 2004.    | 2014.   | 2024.   |
| --------------- | ----- | -------- | ------- | ------- |
| Кількість осіб: | 1540  | 1723     | 1861    | 1891    |
| Різниця:        |       | +11,88 % | +8,00 % | +1,61 % |

| Рік:            | 2023. | 2024.   |
| --------------- | ----- | ------- |
| Кількість осіб: | 1858  | 1891    |
| Різниця:        |       | +1,77 % |